# 1. Amateurliga
1. Amateurliga war in der Zeit nach dem Zweiten Weltkrieg bis zur Einführung der Amateur-Oberligen in den 1970er Jahren die Bezeichnung der höchsten Amateurklasse des Männerfußballs in den süddeutschen und südwestdeutschen Landesverbänden des Deutschen Fußball-Bundes.

## Geschichte
In den Jahren nach dem Zweiten Weltkrieg hatte sich in den westlichen Besatzungszonen relativ schnell die Oberliga als neue höchste Spielklasse etabliert. Nach und nach wurden auch die regionalen Fußballverbände und Anfang 1950 schließlich auch der Deutsche Fußball-Bund neu gegründet. Ebenfalls 1950 wurde mit der Festlegung von Vertragsspielerstatuten eine Art Halbprofitum für die Oberligen eingeführt. Unterhalb der Oberligen waren die Amateurligen angesiedelt. Je nach Regionalverband war die oberste Amateurklasse unterschiedlich organisiert bzw. benannt:
- In den Regionalverbänden Süd und Südwest, wo es eine als zweite Vertragsspielerklasse existierende 2. Oberliga gab, bildeten die 1. Amateurligen die dritthöchste Spielklasse. Aus der 1. Amateurliga Bayern wurde 1963 die Bayernliga und aus der 1. Amateurliga Hessen 1965 die Hessenliga.[1][2]
- Im Regionalverband West, wo es ebenfalls eine 2. Oberliga gab, bildeten zunächst die Landesligen und ab 1956 die Verbandsligen Westfalen, Niederrhein und Mittelrhein die dritthöchste Spielklasse.
- Im Regionalverband Nord und in Berlin, wo es keine zweite Oberliga gab, hieß die höchste Amateurklasse Amateurliga. Die Amateurligen Schleswig-Holstein, Hamburg, Bremen, Niedersachsen und Berlin waren direkt unterhalb der Oberliga angesiedelt.

Nach Einführung der Bundesliga als oberste Spielklasse in der Bundesrepublik ab 1963 wurde in den fünf Regionalverbänden die Regionalliga als Unterbau eingeführt, der Lizenzspieler löste den bisherigen „Vertragsspieler“ als Bezeichnung für den Halbprofi ab. Unterhalb dieser beiden höchsten Ligen wurden für die höchsten Amateurklassen, die nunmehr bundesweit die dritthöchste Ligenebene bildeten, regional unterschiedliche Bezeichnungen verwendet.
Die nächste größere Reform der Spielklassen erfolgte 1974, als die 2. Bundesliga die Regionalligen ablöste. In der Folge wurden auch die höheren Amateur-Spielklassen im Lauf der 1970er Jahre nochmals reformiert. Mit der Einführung der Oberliga Nord sowie der Oberliga Berlin im Jahr 1974 sowie der anderen deutschen Oberligen im Jahre 1978 wurden die Ligenbezeichnungen 1. Amateurliga bzw. Amateurliga überall aufgegeben, wo sie bis dahin noch verwendet wurden.